# Century-Reihe
Die Century-Reihe ist die Bezeichnung für eine Serie von strahlgetriebenen Kampfflugzeugen der US-Luftwaffe, die alle mit einer Nummer im Hunderterbereich bezeichnet sind und in den 1950er und 1960er Jahren, also in einer Hochphase des Kalten Krieges, entwickelt wurden.
Im engeren Sinne zählen nur die F-100 bis F-102 und die F-104 bis F-106 zur Century-Reihe.

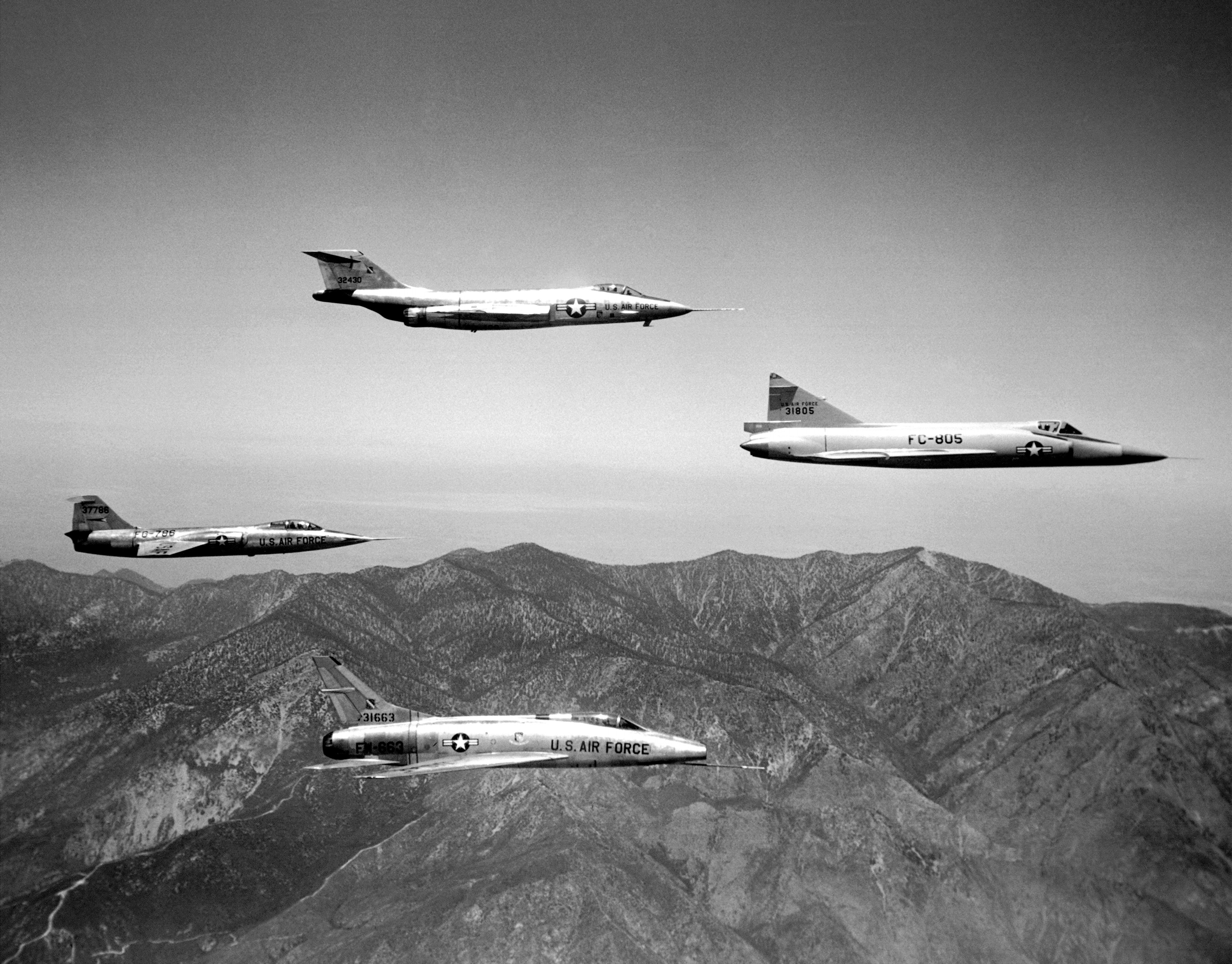
F-100A, F-101A, F-102A und XF-104A 1957

Die Serie begann mit der North American F-100 Super Sabre, auch Hun genannt, einem einsitzigen Jagdflugzeug, von dem 2294 Stück gebaut wurden. Sie durchbrach als erster westlicher Jet im horizontalen Flug die Schallmauer.
Als Nächstes kam die McDonnell F-101 Voodoo (805 gebaut), die als Langstrecken-Allwetter-Abfangjäger entwickelt wurde, in späteren Versionen aber auch als taktischer Jagdbomber und Aufklärungsflugzeug zum Einsatz kam.
Darauf folgte der Abfangjäger Convair F-102 Delta Dagger (1052 Stück gebaut).
Die projektierte Republic XF-103 sollte mit einem kombinierten Turbojet und Staustrahltriebwerk eventuell angreifende sowjetische Bomber schon über dem Nordpol bekämpfen. Es wurde nur ein 1:1-Modell gefertigt.
Als Nächstes kam der Lockheed F-104 Starfighter heraus, der auch in der Luftwaffe der Bundeswehr eingesetzt wurde (2578 Stück).

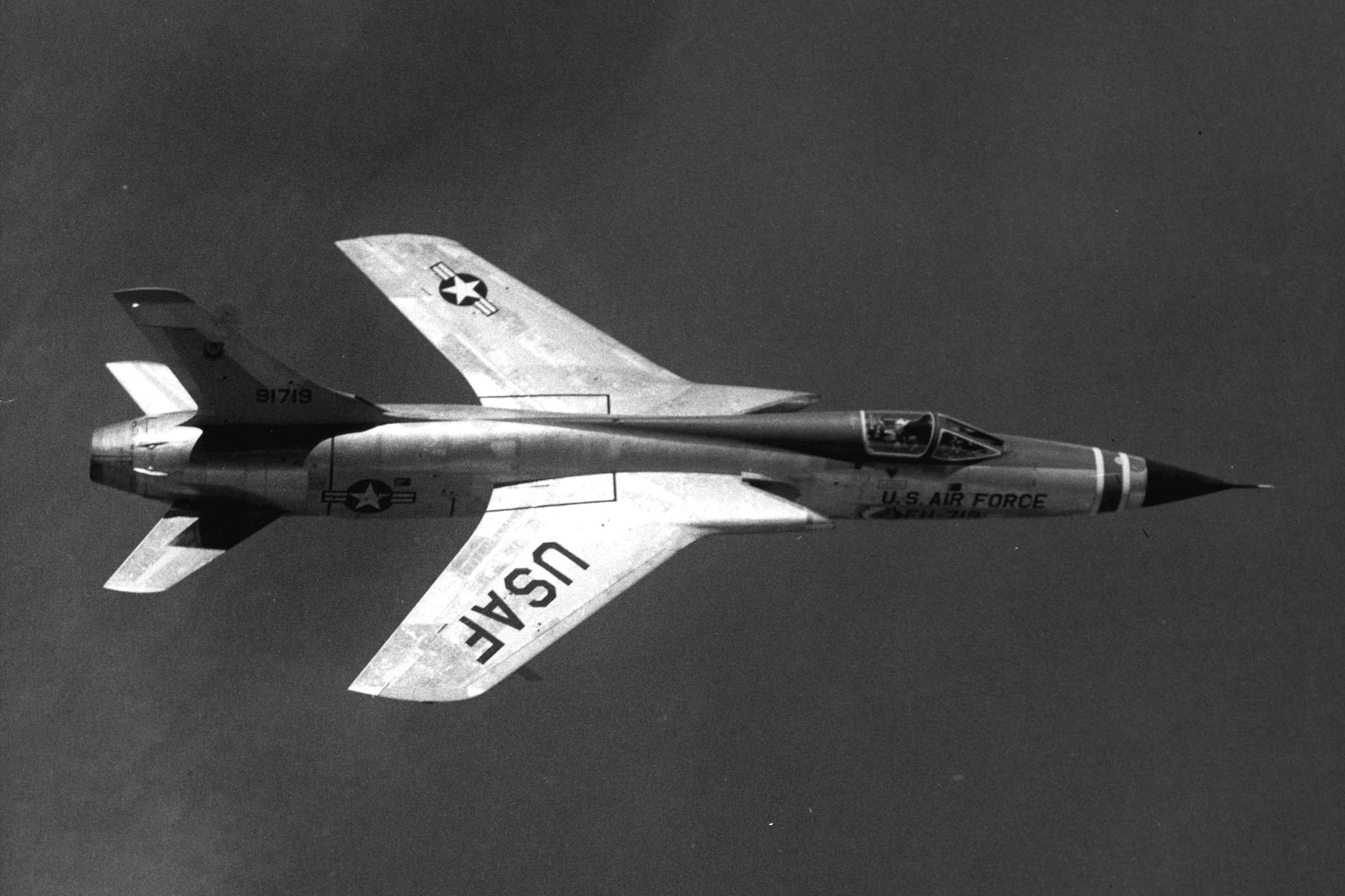
F-105D

Die Republic F-105 Thunderchief (833 Stück) wurde als nuklearfähiger Jagdbomber konzipiert.
Als Ersatz für die F-102 wurde die Convair F-106 Delta Dart (342 Stück gebaut) entwickelt.

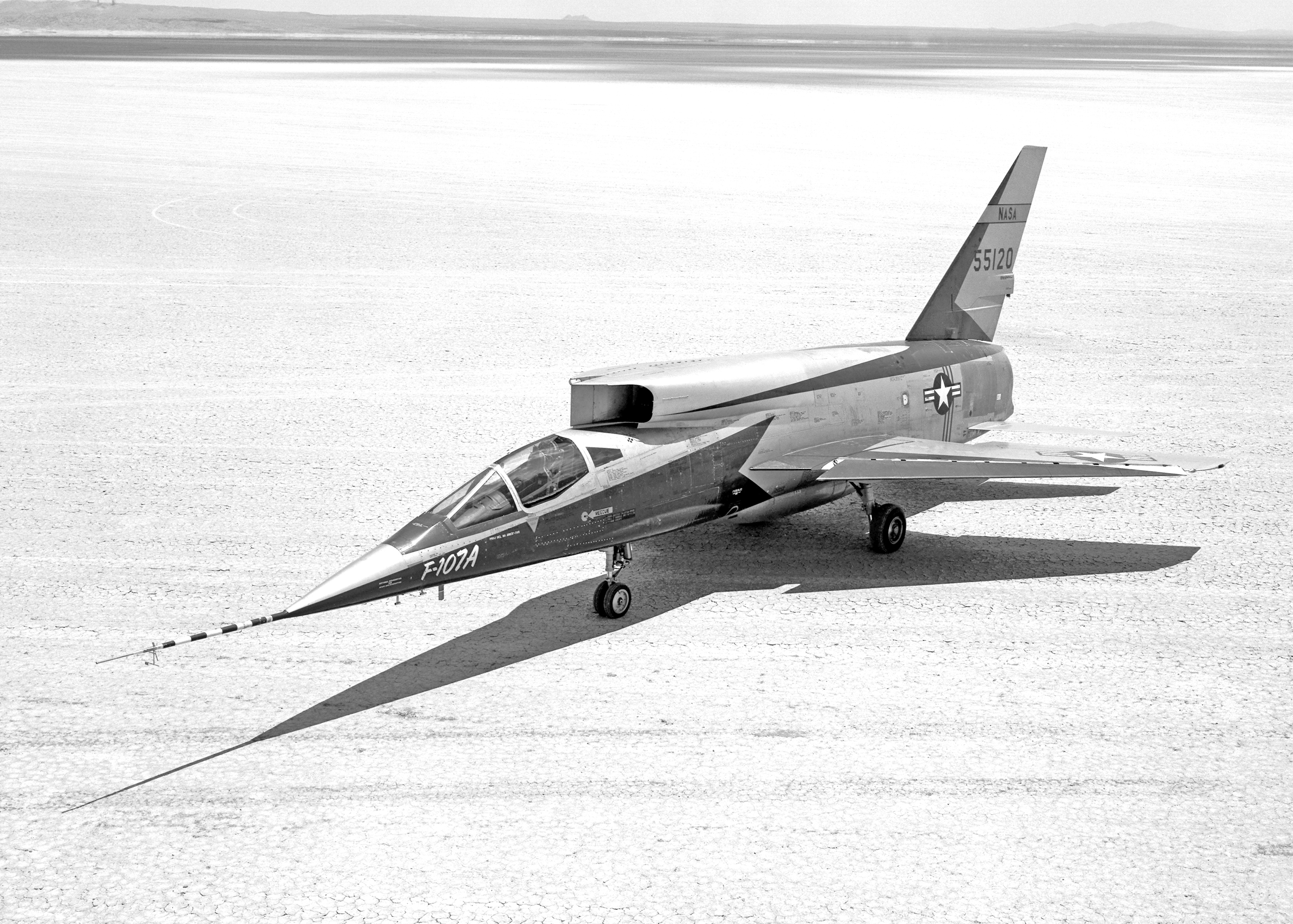
YF-107

Die North American YF-107 verlor die Ausschreibung gegen die F-105.
Die North American XF-108 Rapier sollte zusammen mit der North American XB-70 eingesetzt werden und ein Ersatz für die nicht verwirklichte Republic XF-103 sein, kam aber ebenfalls nicht über das Modellstadium hinaus.
F-109 war wahrscheinlich für den nicht verwirklichten Überschall-Senkrechtstarter-Entwurf Bell D188A vorgesehen.
Die McDonnell F-4 „Phantom“ (bei der US Air Force bis 1962 F-110 genannt) bewährte sich jahrzehntelang als Rückgrat einiger NATO-Luftwaffen. 